# Österreichische Baudenkmäler (Briefmarkenserie)
Österreichische Baudenkmäler  (kurz Bautenserie) ist eine österreichische Dauermarkenserie, die von 1957 bis 1970 erschien. Sie umfasst 34 Briefmarken. Jede Marke zeigt ein österreichisches Bauwerk.
Die Entwürfe der Marken stammen von den Künstlern Adalbert Pilch, Hans Strohofer und Otto Zeiller; die Stiche der Werte 1 Schilling (Basilika von Mariazell) und 10 Schilling von Georg Wimmer und der Stich der 20-Schilling-Marke von Rudolf Toth.
Zum Drucken der Serie wurden die Druckverfahren Stichtiefdruck, Buchdruck, Offsetdruck (Österreichische Staatsdruckerei) und Rastertiefdruck (Harrison & Sons Ltd. London) angewendet.

## Bildformat
Die Briefmarken wurden in vier verschiedenen Bildformaten hergestellt; die Angaben betreffen Breite mal Höhe:
- Werte von 20 Groschen bis 8 Schilling: 20,5 × 24,5 mm
- Der Wert von 10 Schilling: 21,5 × 27,5 mm
- Der Wert von 20 Schilling: 28 × 37 mm
- Kleinere Marken aus Postwertzeichengebern: 17,5 × 20,5 mm

## Zähnung
Für die Zähnung der Marken wurde Kammzähnung verwendet. Es kommen drei verschiedene Zähnungsmaße vor: K 14, K 14:13,75 und K 14:15.

## Besonderheiten
Die Briefmarke zu 1 Schilling (Basilika von Mariazell) wurde in vier verschiedenen Druckverfahren hergestellt:
- Ab 19. Januar 1957: Offsetdruck (so wie die anderen Werte)
- Ab 22. Juni 1957: Stichtiefdruck
- Ab 25. Oktober 1957: Buchdruck
- Kleinere Marke zur Ausgabe durch Postwertzeichengeber (Münzautomaten, von der Rolle oder als kartonierte Heftchen mit einer Mischung der Werte 0,50, 1,- und 1,50 S) ab 1. Februar 1960: Rastertiefdruck

Besonders beliebt ist diese Serie bei Spezialsammlern, welche die vielen Variationen (Druckunterschiede, Plattenfehler, Farbdifferenzen etc.) unterscheiden.

## Marktwert
Da diese Serie bis zur Währungsumstellung auf Euro im Jahre 2002 frankaturgültig und in Gebrauch war, ist das Marktangebot hoch.
In postfrischem Zustand sind die Werte von 2 Schilling (Gnadenkirche von Christkindl), 10 Schilling (Burg Heidenreichstein) und 20 Schilling (Stift Melk) am gefragtesten. In gestempeltem Zustand sind bei Onlineauktionen beispielsweise für einen Euro etwa 1000 Marken erhältlich, was einem Preis von 0,1 Eurocent je Marke entspricht.
Die komplette Serie mit 34 Werten ist sauber gestempelt um 5 Euro zu haben, postfrisch um 2 Euro (Stand: 2006). Einzelne schön gestempelte Briefmarken (mit Rundstempel und gut lesbarer Datums- und Ortsangabe) werden wesentlich höher gehandelt. Spezialsammler, welche die vielen Variationen (Druckunterschiede, Plattenfehler, Farbdifferenzen etc.) unterscheiden, sind bereit, hierfür höhere Summen zu zahlen.
Die hier angegebenen Preise sind Erfahrungswerte und nicht mit den Katalogpreisen zu vergleichen, die meistens viel höher werten. Katalogpreise eignen sich jedoch, um Briefmarken untereinander vergleichen zu können.

## Auflagezahlen
Die Auflagezahlen der Briefmarken sind nicht bekannt; die häufigsten Stücke sind die Werte von 50 Groschen, 1 Schilling (Basilika von Mariazell), 1,50 Schilling und 2 Schilling (Lindwurmbrunnen in Klagenfurt), da diese Wertstufen über lange Zeit häufig verwendete Portostufen abdeckten.
Man darf annehmen, dass einige dieser Werte eine Auflagenzahl von mehreren hundert Millionen Stück haben. Die seltensten Werte dieser Serie sind 3,40 Schilling, 6,40 Schilling und 20 Schilling.

## Liste der Ausgaben
| Werte in Schilling | Motiv                                             | Farbe                    | Ausgabedatum  | Michel-Nummer |
| ------------------ | ------------------------------------------------- | ------------------------ | ------------- | ------------- |
| 00,20              | Bauernhof in Mörbisch                             | grauviolett              | 18. Dez. 1961 | 1102          |
| 00,30              | Wiener Rathaus                                    | schwarzoliv              | 9. Nov. 1962  | 1111          |
| 00,40              | Schloss Porcia in Spittal / Drau                  | rot                      | 25. Sep. 1962 | 1112          |
| 00,50              | Karl-Marx-Hof in Wien-Heiligenstadt               | grauschwarz              | 23. Okt. 1959 | 1044          |
| 00,60              | Ledererturm in Wels                               | dunkelkarminbraun        | 25. Sep. 1962 | 1113          |
| 00,70              | Residenzbrunnen in Salzburg                       | schwarzblau              | 9. Nov. 1962  | 1114          |
| 00,80              | Bauernhof im Pinzgau                              | olivbraun                | 25. Sep. 1962 | 1115          |
| 01,00              | Basilika von Mariazell (StTdr.)                   | violettbraun             | 22. Juni 1957 | 1035          |
| 01,00              | Basilika von Mariazell (Bdr.)                     | violettbraun             | 18. Dez. 1961 | 1037          |
| 01,00              | Basilika von Mariazell (Odr.)                     | dunkelsiena              | 19. Jan. 1959 | 1045          |
| 01,00              | Kreuzgang in Millstatt                            | dunkelsiena              | 15. Mai 1970  | 1324          |
| 01,20              | Kornmesserhaus in Bruck an der Mur                | lila                     | 25. Sep. 1962 | 1116          |
| 01,30              | Schattenburg in Feldkirch                         | dunkelgelbgrün           | 3. Feb. 1967  | 1232          |
| 01,40              | Landhaus Klagenfurt                               | grünblau                 | 1. Feb. 1960  | 1046          |
| 01,50              | Rabenhof in Wien-Erdberg                          | lilarot                  | 30. Aug. 1958 | 1047          |
| 01,80              | Münzturm in Hall in Tirol                         | violettblau              | 1. Feb. 1960  | 1048          |
| 02,00              | Gnadenkirche Christkindl                          | grautürkis               | 29. Nov. 1958 | 1049          |
| 02,00              | Lindwurmbrunnen in Klagenfurt                     | violettultramarin        | 22. Jan. 1968 | 1256          |
| 02,20              | Beethovenhaus in Wien-Heiligenstadt               | smaragdgrün              | 25. Sep. 1962 | 1117          |
| 02,50              | Donaubrücke in Linz                               | blauviolett              | 9. Nov. 1962  | 1118          |
| 03,00              | Schweizertor in der Wiener Hofburg                | lebhaftviolettultramarin | 9. Nov. 1962  | 1119          |
| 03,40              | Steiner Tor in Krems                              | oliv                     | 1. Feb. 1960  | 1050          |
| 03,50              | Schloss Esterházy in Eisenstadt                   | dunkellilarosa           | 9. Nov. 1962  | 1120          |
| 04,00              | Wienertor in Hainburg                             | violett                  | 1. Feb. 1960  | 1051          |
| 04,50              | Flughafen Wien-Schwechat                          | schwarzblaugrün          | 17. Juni 1960 | 1052          |
| 05,50              | Churer Tor in Feldkirch                           | dunkelolivgrau           | 1. Feb. 1960  | 1053          |
| 06,00              | Grazer Landhaus                                   | blauviolett              | 1. Feb. 1960  | 1054          |
| 06,40              | Goldenes Dachl in Innsbruck                       | kobalt                   | 1. Feb. 1960  | 1055          |
| 08,00              | Rathaus in Steyr                                  | dunkelkarminbraun        | 23. Sep. 1965 | 1194          |
| 10,00              | Burg Heidenreichstein                             | dunkelblaugrün           | 25. Okt. 1957 | 1038          |
| 20,00              | Stift Melk                                        | lilarosa                 | 7. Mai 1963   | 1128          |
| 00,50              | Karl-Marx-Hof in Wien-Heiligenstadt (Kleinformat) | grauschwarz              | 25. Mai 1964  | 1153          |
| 01,00              | Basilika von Mariazell (Kleinformat)              | dunkelbraun              | 1. Feb. 1960  | 1073          |
| 01,50              | Rabenhof in Wien-Erdberg (Kleinformat)            | karmin                   | 27. Apr. 1965 | 1178          |